# Alexeï Vassiliev
Pour les articles homonymes, voir Vassiliev.
Le baron Alexeï Ivanovitch Vassiliev, né le 28 février 1742 à Saint-Pétersbourg et mort le 15 août 1807 dans cette même ville, est un homme politique russe des XVIIIe et XIXe siècles.
Il est ministre des Finances du 8 septembre 1802 au 15 août 1807, membre du Conseil d'État le 30 mars 1801. Alexandre Ier de Russie lui accorde le titre de baron d'Empire (1801).